# ドリフェス!
『ドリフェス！』は、バンダイナムコグループとアミューズがプロデュースする2.5次元アイドル応援プロジェクト（メディアミックス作品）。2016年4月よりゲームアプリが配信されており、同年10月から12月までテレビアニメが放送された。
2017年7月14日に5次元アイドル応援プロジェクト『ドリフェス！R』（ドリフェス アール）としてリニューアルすることが発表され、同年9月にゲームがタイトル変更、同年10月から12月までテレビアニメが放送された。
2018年5月1日をもってアプリのサービスが終了、同年10月20日・21日に日本武道館で開催されたライブ「ALL FOR TOMORROW!!!!!!!」をもってプロジェクトが区切りを迎えることになった。

## 登場キャラクター

### DearDream
天宮 奏（あまみや かなで）
声 /演 - 石原壮馬
7月15日生まれ、蟹座のO型。身長177cm。高校2年生、17歳。本作の主人公。神奈川で両親と弟と一緒に暮らしている。好きな食べ物はハンバーグ、苦手な食べ物はパプリカ。特技は人の顔をすぐ覚える事、苦手なものは雷。趣味はサッカーとスマートフォンゲーム。アニメでは風船配りのアルバイトをしていた所をレジェンドアイドルである三神遥人にスカウトされる。熱い性格で仲間思いだが、純粋で素直すぎるが故に若干天然で抜けているところがある。メンバーの中でも一番芸歴が浅く芸能界に不慣れな事も多いが、持ち前のやる気と努力、天性の飲み込みの早さで日々成長し続けている。語尾に「〜っしょ！」をつけることが癖(「イケるっしょ！」等)。
イメージカラーはレッドで、オーラの形は丸。
及川 慎（おいかわ しん）
声 /演 - 溝口琢矢、声 - 藤村歩（子供時代）
4月28日生まれ、牡牛座のA型。身長178cm。高校2年生、17歳。出身は宮城。好きな食べ物はお寿司（特にえんがわ）とずんたシェイク、苦手な食べ物は生クリーム。特技は暗記、苦手なものはお化け屋敷、ちなみに高所恐怖症。趣味は読書、映画・海外ドラマ観賞。子役出身でメンバーの中で芸歴が一番長く、演じる溝口も子役出身である。メンバー随一の知識量を誇り、一見するとクールで普段も寡黙な方ではあるが好きなものや得意分野のことになると一転して饒舌になる。また生真面目なゆえの天然な言動も多い。作詞や俳句などを嗜み、突然ポエムを詠むことがある。
KUROFUNEの風間圭吾とは子役時代からの友人で、あることをきっかけに一時、絶縁状態だったが、現在は良好になっている。
イメージカラーはブルーで、オーラの形は五角形。
佐々木 純哉（ささき じゅんや）
声 /演 - 富田健太郎、声 - 中司ゆう花（子供時代）
8月17日生まれ、獅子座のO型。身長173cm。17歳。DearDreamのリーダーを務めている。高校2年生の年齢だがアイドル一本で生きるために進学はしていない。出身は福岡で今は東京で大学生の姉と暮らしている。好きな食べ物はお菓子全般（特にチョコレート）、苦手な食べ物は納豆。特技は料理や裁縫。趣味はサーフィンで純哉を演じる富田もサーファーである。リーダーらしく面倒見がよく、よくメンバーに得意の料理を振舞ったり衣装のほつれを直してあげたりしている。そのせいか「オカン」と称されることも。またアニメでは三神に心酔しており、三神にスカウトされた奏に嫉妬している描写があった。熱い性格かつ努力家だが、常識的な面もあり、よく他のメンバー(特に奏や千弦)に対して突っ込む描写が多い。
イメージカラーはイエローで、オーラの形はハート。
片桐 いつき（かたぎり いつき）
声 /演 - 太田将熙
1月21日生まれ、水瓶座のAB型。身長185cmでメンバーの中で一番高い。高校1年生、16歳。出身は埼玉で両親と妹がいるが、今は一人暮らしをしている。好きな食べ物はメロンパン、苦手な食べ物は豆類全般。趣味はペット（猫のマロン）と遊ぶ事、特技はダンスとアクロバット、苦手なものは道を覚える事、つまり極度の方向音痴。大手製菓会社の社長子息で自身もお菓子作りが得意。度々メンバーにお菓子の差し入れをしており、実家の製菓会社の企画を手伝ったりすることもある。アイドルをしながら大学受験の勉強もしているため、頭脳明晰な面も。性格はおっとりしていて誰にでも優しい。また千弦とは幼馴染みで、彼の操る独特の言葉がわかる唯一の人間である。
イメージカラーはグリーンで、オーラの形は四つ葉のクローバー。
沢村 千弦（さわむら ちづる）
声 /演 - 正木郁、声 - 松田利冴（子供時代）
11月11日生まれ、さそり座のB型。身長160cm。高校1年生、16歳。北海道出身。好きな食べ物は乳製品全般。苦手な食べ物は特になし。特技は何処にいてもすぐ寝られる事。いつきとは小学校時代からの幼馴染みで事務所に入った時期は別々だが仲が良く、DearDream結成前からよく二人で行動していた。メンバーやKUROFUNEを全員あだ名で呼んでいる。性格は天真爛漫そのもので電波的な発言が多い。アニメではそれにプラスしてよくコミカルな動きをしていた。双子の兄に同じ事務所で先にデビューした沢村唯弦がいる。
イメージカラーはパープル(薄紫)で、オーラの形はダイヤ。

### KUROFUNE
風間 圭吾（かざま けいご）
声 /演 - 戸谷公人、声 - 進藤尚美（子供時代）
3月14日生まれ、魚座のA型。身長182cm。高校3年生、17歳。東京都出身。好きな食べ物はショコラ(公にはしていないが、ラーメンも好物)、苦手な食べ物は肉の脂身。趣味はギター演奏と筋トレ。特技は匂いを嗅ぎわけられること。苦手なものは虫全般。慎とは元子役仲間で仲が良かったが、ある作品の役に慎が選ばれたことで自信を喪失し、しばらく芸能界からは離れており、慎とも絶縁状態になっていた。その後、勇人に誘われる形でユニットを結成し、アイドルとして芸能界に復帰した。プライベートでは、普通の喋り方をしていて、一人称も「オレ」だが、アイドルの仕事では、優雅なプリンスキャラを演じており、喋り方も穏やかになり、一人称も「僕」になる。芸能界復帰後も慎との仲に溝があったが、ドリフェスでの一件以降、仲は良い方向に戻っている。また、ゲームのストーリーでは、よく勇人の自由気ままな行動に苦労しており、同じくメンバーをまとめることに苦労している佐々木純哉に共感している描写もある。
イメージカラーはゴールドで、オーラの形は星。
黒石 勇人（くろいし ゆうと）
声 /演 - 株元英彰、声 - 高垣彩陽（子供時代）
6月9日生まれ、双子座のB型。身長183cm。高校3年生、18歳。両親は医者で今は祖母と二人暮らし。好きな食べ物はドリアやオムライス、苦手な食べ物は酢豚の中にあるパイナップル。趣味はシルバーアクセサリーの収集や放浪の旅に出る事。特技はギターやピアノメインにした楽器全般が弾ける事と絶対音感を持っている。苦手なものは早起き。基本的に無口で必要以上の言葉を発さず、どこか冷めた雰囲気だが、音楽に対する情熱は人一倍で、日々ライブのことばかり考えている様子。KUROFUNEの楽曲は全て彼が作詞作曲している。子供時代、両親の仕事の関係でロンドンに住んでいたことがある帰国子女。
イメージカラーはブラックで、オーラの形はいかり形。

### ルーキークラス
- データカードダスに登場するキャラクター

#### ANSwer
稲増 秋臣（いなます あきおみ）
声 - 新祐樹
10月8日生まれ、天秤座のB型。身長162cm。高校1年生、16歳。好きな食べ物はおにぎり、苦手な食べ物はブラックコーヒー。趣味はスポーツ観戦（主に野球）。特技は手品、苦手なものはくすぐられること。第2弾から登場。
日高 なな緒（ひだか ななお）
声 - 保住有哉
3月27日生まれ、牡羊座のB型。身長160cm。中学3年生、14歳。好きな食べ物はポテトチップス、苦手な食べ物はレバー。趣味はショッピング。特技は占い、苦手なものは敬語。第1弾から登場。
黍野 宗二（きびの そうじ）
声 - 岩中睦樹
10月26日生まれ、さそり座のO型。身長179cm。高校1年生、16歳。好きな食べ物は冷凍食品、インスタント食品。苦手な食べ物は野菜類全般。趣味は寝ること。特技はルービックキューブ。苦手なものは正座。第1弾から登場。

#### その他
白鳥 静（しらとり しずか）
2月14日生まれ、水瓶座のA型。身長178cm。高校3年生、17歳。好きな食べ物は生ハム、苦手な食べ物は馬刺し。趣味は乗馬。特技はウィンタースポーツ、苦手なものは占い。第1弾から登場。
暁 広斗（あかつき ひろと）
5月24日生まれ、双子座のO型。身長170cm。高校2年生、17歳。好きな食べ物はピーナッツバター、苦手な食べ物はニンジン。趣味はカラオケ・友達と遊ぶこと。特技はフリック入力が速いこと、苦手なものはケンカ。第1弾から登場。
粟地 太郎（あわじ たろう）
11月24日生まれ、射手座のA型。身長177cm。高校3年生、18歳。好きな食べ物はレンコン、苦手な食べ物はシイタケ。趣味はプラモデル。特技はメイク、苦手なものは美しくないもの。第1弾から登場。
椎名 小豆（しいな あずき）
9月11日生まれ、乙女座のAB型。身長173cm。高校3年生、18歳。好きな食べ物はおはぎ、餡子が入っているもの。苦手な食べ物はキュウリ（ほぼ水分の為）。趣味は人間観察。特技は暗算、苦手なものはマラソン。第1弾から登場。
桜庭 むぎの（さくらば むぎの）
3月19日生まれ、魚座のB型。身長168cm。大学1年生、18歳。好きな食べ物はスムージー、ドーナツ。苦手な食べ物は激辛系全般。趣味はカフェめぐり。特技は自撮り、苦手なものは注射。第1弾から登場。
湖上 スワン（こじょう すわん）
8月2日生まれ、獅子座のB型。身長180cm。高校3年生、18歳。好きな食べ物はバーベキュー、苦手な食べ物は特に無し。趣味はスキューバーダイビング。特技はビリヤード、苦手なものはじっとしていることと冬。第2弾から登場。
晩道 源馬（ばんどう げんま）
1月1日生まれ、山羊座のAB型。身長177cm。大学2年生、20歳（キャラクターの中で数少ない成人）。好きな食べ物は豆腐、苦手な食べ物は甘い卵焼き。趣味は映画観賞（特にホラー）。特技は活け花、苦手なものは騒がしい場所ともの。第2弾から登場。
西表 翔（いりおもて しょう）
12月5日生まれ、射手座のA型。身長178cm。高校2年生、17歳。好きな食べ物はコーラ、苦手な食べ物はゴーヤ。趣味はバスケットボール。特技は水泳、苦手なものは勉強。第3弾から登場。
犬地 鈴ノ介（いぬち すずのすけ）
5月31日生まれ、双子座のAB型。身長165cm。高校1年生、16歳。好きな食べ物はモモ、苦手な食べ物はピーマン。趣味は囲碁。特技は肩たたき、苦手なものは人前で話すこと（極度の人見知りだが、歌は平気）。第3弾から登場。

### ACE
小笠原 明日真（おがさわら あすま）
声 - 鈴木達央
アニメ版第2期に登場。
12月8日生まれ、射手座のO型。身長177cm。大学3年生、21歳。俺様気質なACEのセンター。明るい性格で豪快。アニキ肌で後輩のDearDreamやKUROFUNEのことを気にかけてくれている。挨拶が少しパワフルすぎることがある。
イメージカラーは金。モチーフはハート。
葛城 映司（かつらぎ えいじ）
声 - 間島淳司
アニメ版第2期に登場。
4月2日生まれ、牡羊座のA型。身長178cm。大学3年生、22歳。落ち着いた雰囲気で性格も穏やかな、ACEイチの常識人。明日真や智景の世話に手を焼いていることもしばしば。グループの真のまとめ役的な存在。実は怒らせると怖い……？
イメージカラーはブロンズ。モチーフはクラブ。
五月女 智景（さおとめ ちかげ）
声 - 阿部敦
アニメ版第2期に登場。
10月17日生まれ、天秤座のB型。身長175cm。大学2年生、20歳。ドライ&クールビューティ。仕事には誰よりもシビアな姿勢を見せる。三貴子の一人、五月女一花の甥で、一花のことを「イチ兄（いちにい）」と呼ぶ。梨園出身の御曹司で、裕福な家庭で育ったため、一般的な感性には疎い。「ハンサム刑事」で主役を務める。
イメージカラーは銀。モチーフはダイヤ。

### 三貴子
三神 遥人（みかみ はると）
声 - 森川智之
アニメ版に登場。1月26日生まれ、水瓶座のB型。身長185cm。42歳。伝説のアイドルで、奏の素質を見抜きスカウトした張本人。現在も人気俳優でありながら、所属する事務所の運営に関わっている。
須佐 誠（すさ まこと）
声 - 立木文彦
アニメ版に登場。9月4日生まれ、乙女座のA型。身長184cm。41歳。バラエティのコメンテーターとしても活躍するマルチタレント。舞台役者としても一流である。
五月女 一花（さおとめ いちか）
声 - 緑川光
アニメ版に登場。12月24日生まれ、山羊座のAB型。身長182cm。40歳。映画やドラマに多数出演しており、役者としても頂点を極めている。歌舞伎の名家の出身。「朧月」で主役を務める。

### その他
沢村 唯弦（さわむら ゆづる）
声 - 代永翼、洲崎綾（子供時代）
アニメ版に登場する千弦の双子の兄。「印show派」のメンバーとして先にCDデビューしている。奏のことをいたく気に入り、一緒に共演したいと持ちかける。千弦とは昔とても仲が良かったが、あることがきっかけで疎遠状態になっていたが、奏の機転により現在は回復している。
天宮 律（あまみや りつ）
声 - 高橋めぐる
アニメ版に登場する奏の弟。「げげぇっ！」が口癖。
天宮 明音（あまみや あかね）
声 - 中司ゆう花
アニメ版に登場する奏の母。
及川 怜（おいかわ れい）
声 - 柚木涼香
アニメ版に登場する慎の母。
佐々木 直子（ささき なおこ）
声 - 三上由理恵
アニメ版に登場する純哉の姉。
片桐 あづさ（かたぎり-）
声 - 高田憂希
アニメ版に登場するいつきの妹。

## ゲームアプリ
2016年4月に配信開始。ジャンルは音楽ゲーム。当初はジャンボカードダスやカードダスダイレクトEXを採用し、カード（ドリカ）に描かれたアイテムを使用することでアイドルの着せ替えができた。
2018年5月1日のサービス終了に伴いアプリもサービスの提供を終了することが発表された。

### 使用楽曲
「NEW STAR EVOLUTION」
作詞 - 結城アイラ / 作曲・編曲 - 山口朗彦
「ユレルMIDNIGHT」
作詞 - 結城アイラ / 作曲・編曲 - 藤末樹
「グローリーストーリー」
作詞・作曲 - 奥村愛子 / 編曲 - 渡辺和紀
「White Pavement」
作詞 - 松井洋平 / 作曲・編曲 - 木之下慶行
「インフィニティ・スカイ」
作詞 - 松井洋平 / 作曲・編曲 - 本田光史郎
「Paradeが生まれる」
作詞 - 結城アイラ / 作曲・編曲 - 笹原慎
「BEST☆★PARTNER」
作詞 - 結城アイラ / 作曲・編曲 - 藤末樹
「SAKURA LETTER」
作詞 - 松井洋平 / 作曲・編曲 - 渡邉沙志
「Butterfly Girl」
作詞・作曲 - 奥村愛子 / 編曲 - 藤田宜久
「Dream Greeting！」
作詞 - 結城アイラ / 作曲 - little TYNs / 編曲 - 伊藤賢
「Up To Speed！」
作詞・作曲 - 奥村愛子 / 編曲 - 藤田宜久
「リバーシブル→バレンタイン」
作詞 - 松井洋平 / 作曲 - 芳賀政哉 / 編曲 - 高橋諒
「FEEL YOUR SKIN」
作詞 - 松井洋平 / 作曲・編曲 - 成瀬裕介
「MAY BE, LADY!」
作詞 - 松井洋平 / 作曲・編曲 - 山﨑佳祐
「WONDERLAND HEART」
作詞 - 松井洋平 / 作曲・編曲 - 渡辺未来
「君はミ・アモール」
作詞 - 結城アイラ / 作曲・編曲 - 藤末樹
「ユレルMIDNIGHT feat.KUROFUNE」
作詞 - 結城アイラ / 作曲・編曲 - 藤末樹
「PLEASURE FLAG」
作詞 - 結城アイラ / 作曲・編曲 - 山口朗彦
「薔薇の三銃士」
作詞 - 松井洋平 / 作曲 - 田熊知存 / 編曲 - YUPA
「STARTING TOGETHER」
作詞 - 結城アイラ / 作曲・編曲 - 藤末樹
「Up To Speed！ feat.KUROFUNE」
作詞・作曲 - 奥村愛子 / 編曲 - 藤田宜久
「BIADCAGE 〜欲望の鳥籠〜 」
作詞 - 松井洋平 / 作曲・編曲 - 飯塚昌明
「2032」
作詞 - こだまさおり / 作曲・編曲 - 本田光史郎
「リバーシブル→バレンタイン(Bitter Sweet)」
作詞 - 松井洋平 / 作曲 - 芳賀政哉 / 編曲 - 高橋諒
「薔薇の三銃士 feat.奏・圭吾・勇人」
作詞 - 松井洋平 / 作曲 - 田熊知存 / 編曲 - YUPA
「あなたの瞳に踊らせて」
作詞 - 結城アイラ / 作曲・編曲 - 渡辺和紀
「SAKURA LETTER feat.KUROFUNE」
作詞 - 松井洋平 / 作曲・編曲 - 渡邉沙志
「シンアイなる夢へ!」
作詞 - 松井洋平 / 作曲 - 渡辺拓也 / 編曲 - EFFY
「BIADCAGE 〜欲望の鳥籠〜 feat.TS」
作詞 - 松井洋平 / 作曲・編曲 - 飯塚昌明
「ARRIVAL -KUROFUNE Sail Away- 」
作詞 - 松井洋平 / 作曲・編曲 - 中土智博
「Real Dream!」
作詞 - 松井洋平 / 作曲・編曲 - 山口朗彦
「ありがとうの数だけ笑顔の花を咲かせたい」
作詞 - 結城アイラ / 作曲・編曲 - 山口朗彦
「BEST☆★PARTNER feat.KUROFUNE」
作詞 - 結城アイラ / 作曲・編曲 - 藤末樹
「アブラカタブラ魔法の呪文」
作詞 - 結城アイラ / 作曲・編曲 - Kon-K
「真夏色ダイアリー」
作詞 - 結城アイラ / 作曲・編曲 - 本田光史郎
「FACE 2 FAITH」
作詞 - 松井洋平 / 作曲・編曲 - USK/HIROTOMO
「SAKURA LETTER ～慎＆圭吾ver.～」
作詞 - 松井洋平 / 作曲・編曲 - 渡邉沙志
「ユメノコドウ」
作詞 - 結城アイラ / 作曲 - 矢鴇つかさ / 編曲 - 酒井拓也

### 仕様変更・発売中止
当初、発売されたカードを読み込みゲームアプリ内で反映させるシステムだったが、結果的にApp Storeを通さずに課金ができる形であったため、2016年6月15日よりiOS版シリアルコード読み取り機能停止および、関連商品も発売中止となった。

## テレビアニメ
2016年10月より12月までTOKYO MXほかにて、1stシーズンが放送された。最終話の翌週には特別番組『「ドリフェス！」スペシャル　サイコー超えてる！ミラクル☆ステージ』が放送された。
2ndシーズン『ドリフェス！R』は、2016年12月に1stシーズン最終回ならびに公式サイトにおいて制作が発表され、2017年8月よりネット先行配信、10月より12月までテレビ放送された。

### スタッフ
- 企画・原作・アニメーション制作 - BN Pictures
- 原案 - BANDAI
- 監督 - 村野佑太
- シリーズ構成 - 加藤陽一
- アニメキャラクターデザイン - 芳川弥生
- プロップデザイン - 平岡雅樹
- 総作画監督 - 芳川弥生、遠藤江美子
- 美術デザイン - 清水としゆき（第1期）
- 美術監督 - 永吉幸樹（第2期）
- 美術設定 - 佐藤正浩・藤瀬智康（第2期）
- 色彩設計 - 手嶋朋美
- 3DCGディレクター - 鈴木知美
- 撮影監督 - 五明真利
- 編集 - 吉武将人
- 音響監督 - 菊田浩巳
- 音楽 - 伊藤賢、高橋諒
- 音楽制作 - ランティス、サンライズ音楽出版
- 音楽プロデューサー - 伊藤善之（第1期）、川野勝広、黒田学、臼倉竜太郎（第2期）
- プロデューサー - 峯岸功、田口和隆（第1期）、田口博丈（第2期）
- アニメーションプロデューサー - 荒川勇人
- アニメーション制作協力 - 亜細亜堂
- 製作 - BN Pictures、DF PROJECT（BN Pictures、バンダイ、バンダイナムコライツマーケティング、ランティス、アミューズ、ハピネット、バンダイナムコエンターテインメント、バンプレスト）

### 主題歌
第1期
オープニングテーマ「PLEASURE FLAG」
作詞 - 結城アイラ / 作曲・編曲 - 山口朗彦 / 歌 - DearDream
エンディングテーマ「シンアイなる夢へ！」
作詞 - 松井洋平 / 作曲 - 渡辺拓也 / 編曲 - EFFY / 歌 - DearDream
挿入歌
「グローリーストーリー」（第1話）
作詞・作曲 - 奥村愛子 / 編曲 - 渡辺和紀 / 歌 - 天宮奏（石原壮馬）、及川慎（溝口琢矢）、佐々木純哉（富田健太郎）
「2032」（第2話）
作詞 - こだまさおり / 作曲・編曲 - 本田光史郎 / 歌 - 天宮奏（石原壮馬）、片桐いつき（太田将熙）、沢村千弦（正木郁）
「2032」（第3話）
作詞 - こだまさおり / 作曲・編曲 - 本田光史郎 / 歌 - 天宮奏（石原壮馬）、及川慎（溝口琢矢）
「BIRDCAGE〜欲望の鳥籠〜」（第4話）
作詞 - 松井洋平 / 作曲・編曲 - 飯塚昌明 / 歌 - TRAFFIC SIGNAL
「薔薇の三銃士」（第5話）
作詞 - 松井洋平 / 作曲 - 田熊知存 / 編曲 - YUPA / 歌 - TRAFFIC SIGNAL
「STARTING TOGETHER」（第6話）
作詞 - 結城アイラ / 作曲・編曲 - 藤末樹 / 歌 - 片桐いつき（太田将熙）、沢村千弦（正木郁）
「君はミ・アモール」（第7話）
作詞 - 結城アイラ / 作曲・編曲 - 藤末樹 / 歌 - KUROFUNE
「NEW STAR EVOLUTION」（第9話）
作詞 - 結城アイラ / 作曲・編曲 - 山口朗彦 / 歌 - DearDream
「Dream Greeting!」（第10話）
作詞 - 結城アイラ / 作曲 - little TYNs / 編曲 - 伊藤賢 / 歌 - DearDream
「ARRIVAL -KUROFUNE Sail Away-」（第12話）
作詞 - 松井洋平 / 作曲・編曲 - 中土智博 / 歌 - KUROFUNE

第2期
オープニングテーマ「ユメノコドウ」
作詞 - 結城アイラ / 作曲 - 矢鴇つかさ / 編曲 - 酒井拓也 / 歌 - Dear Dream
第8話は挿入歌としても使用。
エンディングテーマ
「ALL FOR SMILE!」（第1話 - 第10話）
作詞 - 松井洋平 / 作曲・編曲 - EFFY / 歌 - DearDream（第1-2話、第5-6話、第8話、第10話）KUROFUNE（第3話・第9話）、三貴子（第7話）、DearDream & KUROFUNE   (第4話)
なお、三貴子が歌うものは、音楽が未発表の物となっている。
「シンアイなる夢へ!」（第11話）
作詞 - 松井洋平 / 作曲 - 渡辺拓也 / 編曲 - EFFY / 歌 - DearDream
挿入歌
「Real Dream!」（第1話）
作詞 - 松井洋平 / 作曲・編曲 - 山口朗彦 / 歌 - DearDream
「Future Voyager」（第3、9話）
作詞 - 松井洋平 / 作曲・編曲 - 野崎心平 / 歌 - KUROFUNE
「Symmetric love」（第5話）
作詞 - 結城アイラ / 作曲 - Shogo、早川博隆 / 編曲 - 早川博隆、林武蔵 / 歌 - 及川慎（溝口琢矢）、佐々木純哉（富田健太郎）
「You are my RIVAL」（第6話）
作詞 - 結城アイラ / 作曲・編曲 - no_my / 歌 - W-MaSKat
「Word!!」（第7話・第11話）
作詞 - 結城アイラ / 作曲・編曲 -伊藤賢 / 歌 - ACE
「Whole New World」（第9話）
作詞 - 松井洋平 / 作曲・編曲 - 太田友紀（Arte Refact） / 歌 - KUROFUNE
「ALL FOR SMILE!」（第10話・第11話）
作詞 - 松井洋平 / 作曲・編曲 - EFFY / 歌 - 三貴子（第10話）、DearDream & KUROFUNE（第11話）
第12話セットリスト
- 「PLEASURE FLAG」
- 「ARRIVAL -KUROFUNE Sail Away-」
- 「グローリーストーリー」
- 「2032」
- 「Symmetric love」
- 「You are my RIVAL」
- 「ユメノコドウ」
- 「Future Voyager」
- 「君はミ・アモール」
- 「Real Dream!」
- 「Whole New World」
- 「ALL FOR SMILE!」（ED）

### 各話リスト
| 話数                   | サブタイトル                     | 脚本       | 絵コンテ                         | 演出                          | 作画監督                              |
| 第1期                  | 第1期                            | 第1期      | 第1期                            | 第1期                         | 第1期                                 |
| ---------------------- | -------------------------------- | ---------- | -------------------------------- | ----------------------------- | ------------------------------------- |
| 第1話                  | 絆を奏でるニューフェイス！       | 加藤陽一   | 村野佑太                         | 加藤顕 村野佑太               | 遠藤江美子                            |
| 第2話                  | 及川慎はスゴいヤツ!!             | 加藤陽一   | 山本めぐみ 村野佑太              | 山本めぐみ                    | 米山浩平、尾崎正幸                    |
| 第3話                  | 2032                             | 加藤陽一   | 村野佑太                         | まついひとゆき                | 辻加奈子                              |
| 第4話                  | 3人ユニット結成!!!               | 山田由香   | 池田成 村野佑太                  | 山本めぐみ                    | 藤井真澄、岩崎成希                    |
| 第5話                  | はじめてのバラエティ!!!          | 久尾歩     | 岩崎知子                         | 加藤顕                        | あおのゆか、辻加奈子                  |
| 第6話                  | 千弦と唯弦!?                     | 山田由香   | 村野佑太                         | 橋本能理子                    | 米山浩平、尾崎正幸                    |
| 第7話                  | KUROFUNE襲来!!                   | 加藤陽一   | 村野佑太                         | まついひとゆき 村野佑太       | 辻加奈子、中島里恵                    |
| 第8話                  | いつきの選ぶ道                   | 山田由香   | まついひとゆき 村野佑太          | 山本めぐみ                    | 加瀬幸治、岩崎成希                    |
| 第9話                  | DearDream全国行脚!!!!!           | 久尾歩     | 岩崎知子                         | 小林彩 村野佑太               | 渡辺浩二、片山敬介 滝川和男、高橋晃   |
| 第10話                 | 夢の旅へ 純哉の決意              | 加藤陽一   | まついひとゆき 宮原秀二 村野佑太 | 橋本能理子                    | 米山浩平、尾崎正幸 藤井真澄           |
| 第11話                 | かかげたい想い!!!!!              | 久尾歩     | 加瀬充子 村野佑太                | まついひとゆき                | 辻加奈子、あおのゆか                  |
| 第12話                 | アイドルへの扉!!!!!              | 加藤陽一   | 村野佑太                         | 山本めぐみ 村野佑太           | 中島里恵、加瀬幸治 岩崎成希           |
| 第2期『ドリフェス！R』 |                                  |            |                                  |                               |                                       |
| 第1話                  | 本当のアイドル!!!!!              | 加藤陽一   | 村野佑太                         | 根岸宏樹                      | 辻加奈子                              |
| 第2話                  | つづきのない歌                   | 加藤陽一   | 村野佑太                         | 山本恵                        | 米山浩平、尾崎正幸                    |
| 第3話                  | 霧の中のふたり!!                 | 加藤陽一   | 村野佑太                         | 橋本能理子                    | 中島里恵、加瀬幸治                    |
| 第4話                  | 突撃！三貴子の秘密!!!            | 久尾歩     | まついひとゆき 村野佑太          | サトウ光敏                    | 石田智子                              |
| 第5話                  | アウェイなDRAMA                  | 山田由香   | 村野佑太                         | 山本恵                        | 米山浩平、尾崎正幸                    |
| 第6話                  | ふたりは強敵!!                   | 大知慶一郎 | 橋本能理子                       | 根岸宏樹                      | 辻加奈子                              |
| 第7話                  | アイドルとしての価値             | 加藤陽一   | 村野佑太                         | 橋本能理子                    | 中島里恵、加瀬幸治                    |
| 第8話                  | DearDreamファンミーティング!!!!! | 久尾歩     | 岩崎知子 村野佑太                | 山本恵                        | 尾崎正幸、加瀬幸治 米山浩平           |
| 第9話                  | リョウ入港!!!                    | 加藤陽一   | 藤森雅也                         | 高橋順                        | 石田智子、大浦藍子 中島里恵、尾崎正幸 |
| 第10話                 | 今が変わる時                     | 山田由香   | 村野佑太 橋本能理子              | 橋本能理子                    | 中島里恵、加瀬幸治 高崎美里           |
| 第11話                 | ALL FOR TOMORROW!!!!!!!          | 加藤陽一   | 村野佑太                         | 根岸宏樹 村野佑太             | 辻加奈子、芳川弥生 遠藤江美子         |
| 第12話                 | La La La Live Special!           | 加藤陽一   | -                                | 小倉史科 （ヨーヨーミラクル） | 高崎美里、尾崎正幸                    |

### 放送局
| 放送期間                  | 放送時間                     | 放送局     | 対象地域 | 備考                      |
| ------------------------- | ---------------------------- | ---------- | -------- | ------------------------- |
| 2016年10月7日 - 12月23日  | 金曜 22:30 - 23:00           | TOKYO MX   | 東京都   |                           |
|                           | 金曜 23:30 - 土曜 0:00       | BS11       | 日本全域 | BS放送 / 『ANIME+』枠     |
| 2016年10月11日 - 12月27日 | 火曜 1:30 - 2:00（月曜深夜） | サンテレビ | 兵庫県   |                           |
|                           | 火曜 2:05 - 2:35（月曜深夜） | テレビ愛知 | 愛知県   |                           |
| 2016年10月15日 - 12月31日 | 土曜 0:30 - 1:00（金曜深夜） | AT-X       | 日本全域 | CS放送 / リピート放送あり |

| 放送期間                  | 放送時間                     | 放送局     | 対象地域 | 備考                      |
| ------------------------- | ---------------------------- | ---------- | -------- | ------------------------- |
| 2017年10月6日 - 12月22日  | 金曜 22:00 - 22:30           | TOKYO MX   | 東京都   |                           |
|                           | 金曜 23:30 - 土曜 0:00       | サンテレビ | 兵庫県   |                           |
|                           |                              | BS11       | 日本全域 | BS放送 / 『ANIME+』枠     |
| 2017年10月7日 - 12月23日  | 土曜 3:05 - 3:35（金曜深夜） | テレビ愛知 | 愛知県   |                           |
| 2017年10月10日 - 12月26日 | 火曜 22:30 - 23:00           | AT-X       | 日本全域 | CS放送 / リピート放送あり |

| 配信期間                 | 配信時間           | 配信サイト |
| ------------------------ | ------------------ | --- |
| 2016年9月23日 - 12月16日 | 金曜 22:00 - 22:30 | アニメイトチャンネル（ライブ配信） AbemaTV ・新作TVアニメチャンネル 共に第1話のみ金曜21:30 - 22:00に配信 第2話は10月7日金曜22:00 - 22:30に配信・以降同時刻に配信                                    |
|                          | 金曜 22:30 更新    | アニメイトチャンネル（アーカイブ配信） バンダイチャンネル dアニメストア Hulu ビデオパス J:COMオンデマンド メガパック 全サイト第1話のみ金曜22:00に配信 第2話は10月7日金曜22:30配信・以降同時刻に更新 |

| 配信期間                | 配信時間           | 配信サイト |
| ----------------------- | ------------------ | --- |
| 2017年8月23日 - 11月8日 | 水曜 21:00 - 21:30 | アニメイトチャンネル（ライブ配信） AbemaTV・新作TVアニメチャンネル                                                   |
|                         | 水曜 21:30 更新    | アニメイトチャンネル（アーカイブ配信） バンダイチャンネル dアニメストア Hulu ビデオパス J:COMオンデマンド メガパック |

### BD / DVD
| 巻 | 発売日        | 収録話          | 規格品番  | 規格品番  |
| 巻 | 発売日        | 収録話          | BD        | DVD       |
| -- | ------------- | --------------- | --------- | --------- |
| 1  | 2016年12月2日 | 第1話 - 第2話   | BIXA-1131 | BIBA-3081 |
| 2  | 2017年1月6日  | 第3話 - 第4話   | BIXA-1132 | BIBA-3082 |
| 3  | 2017年2月2日  | 第5話 - 第6話   | BIXA-1133 | BIBA-3083 |
| 4  | 2017年3月2日  | 第7話 - 第8話   | BIXA-1134 | BIBA-3084 |
| 5  | 2017年4月4日  | 第9話 - 第10話  | BIXA-1135 | BIBA-3085 |
| 6  | 2017年5月2日  | 第11話 - 第12話 | BIXA-1136 | BIBA-3086 |

| 巻 | 発売日        | 収録話          | 規格品番  | 規格品番  |
| 巻 | 発売日        | 収録話          | BD        | DVD       |
| -- | ------------- | --------------- | --------- | --------- |
| 1  | 2017年12月2日 | 第1話 - 第3話   | BIXA-1181 | BIBA-3211 |
| 2  | 2018年1月6日  | 第4話 - 第6話   | BIXA-1182 | BIBA-3212 |
| 3  | 2018年2月2日  | 第7話 - 第9話   | BIXA-1183 | BIBA-3213 |
| 4  | 2018年3月2日  | 第10話 - 第12話 | BIXA-1184 | BIBA-3214 |

## Webラジオ
『DearDreamのドリフェス！ラジオ』のタイトルで、アニメイトタイムズ（旧アニメイトTV）にて、2015年12月10日より開始、2017年2月11日より『ドリフェス！ラジオ』のラジオタイトルに改題して配信している。スタート時は不定期で配信、2016年4月16日より毎週土曜日に配信している。パーソナリティは、石原壮馬（天宮奏 役）、溝口琢矢（及川慎 役）、富田健太郎（佐々木純哉 役）、太田将熙（片桐いつき 役）、正木郁（沢村千弦 役）。

## 書籍
漫画
- 『シルフ』（KADOKAWA アスキー・メディアワークス）2016年8月号・9月号に前後編として掲載。作画は水野マリィが担当。
- 『pixivシルフ』（pixiv、KADOKAWA）2017年8月24日から2018年1月18日までショートコミックとして「ドリフェス！R」が連載された。作画は上記前後編と同様に水野マリィが担当。

ムック
- ドリフェス! オフィシャルサポーターブックが電撃Girl's Style編集部（KADOKAWA アスキー・メディアワークス）より2016年11月30日発売。

## アーケードゲーム
『データカードダス ドリフェス！』は2016年11月24日より稼働を開始のアーケードカードゲーム&リズムゲーム。アニメ第2期に合わせ第4弾より『データカードダス ドリフェス！R』に改題。2018年1月稼働の6弾をもって最終弾となった。
リリース
- 2016年11月24日 1弾稼働
- 2017年2月24日 2弾稼働
- 2017年5月25日 3弾稼働
- 2017年9月7日 4弾稼働
- 2017年11月22日 5弾稼働
- 2018年1月25日 6弾稼働

稼働終了
- 2018年3月28日